# Église des Saints-Côme-et-Damien de Gênes
Pour les articles homonymes, voir Église Saint-Côme-et-Saint-Damien.
L'église des Santi Cosma e Damiano est située dans le centre de Gênes, en Italie. Elle est dédiée aux martyrs saints Côme et Damien. Le crâne et le tibia de ce dernier font vraisemblablement partie des reliques de l'église. Ils étaient les saints patrons des barbiers et des médecins. 

## Histoire
Les premiers documents concernant l'église datent de 1049. L’église est de style roman ; Le presbytère et les absides appartiennent à la première construction du XIe siècle, tandis que le reste de l’édifice date de la rénovation du début du XIIIe siècle.
En 1684, le toit en bois de l'église fut détruit par le bombardement naval de la ville, un nouveau toit en voûtes maçonnées le remplaçant alors. Il a également été endommagé lors du bombardement de Gênes pendant la Seconde Guerre mondiale, mais restauré immédiatement après la guerre. 
L'église contient un tableau d'Esther et Assuérus de Bernardo Castello et une Vierge à l'enfant avec saint Côme et Damien de Gioacchino Assereto.

## Galerie

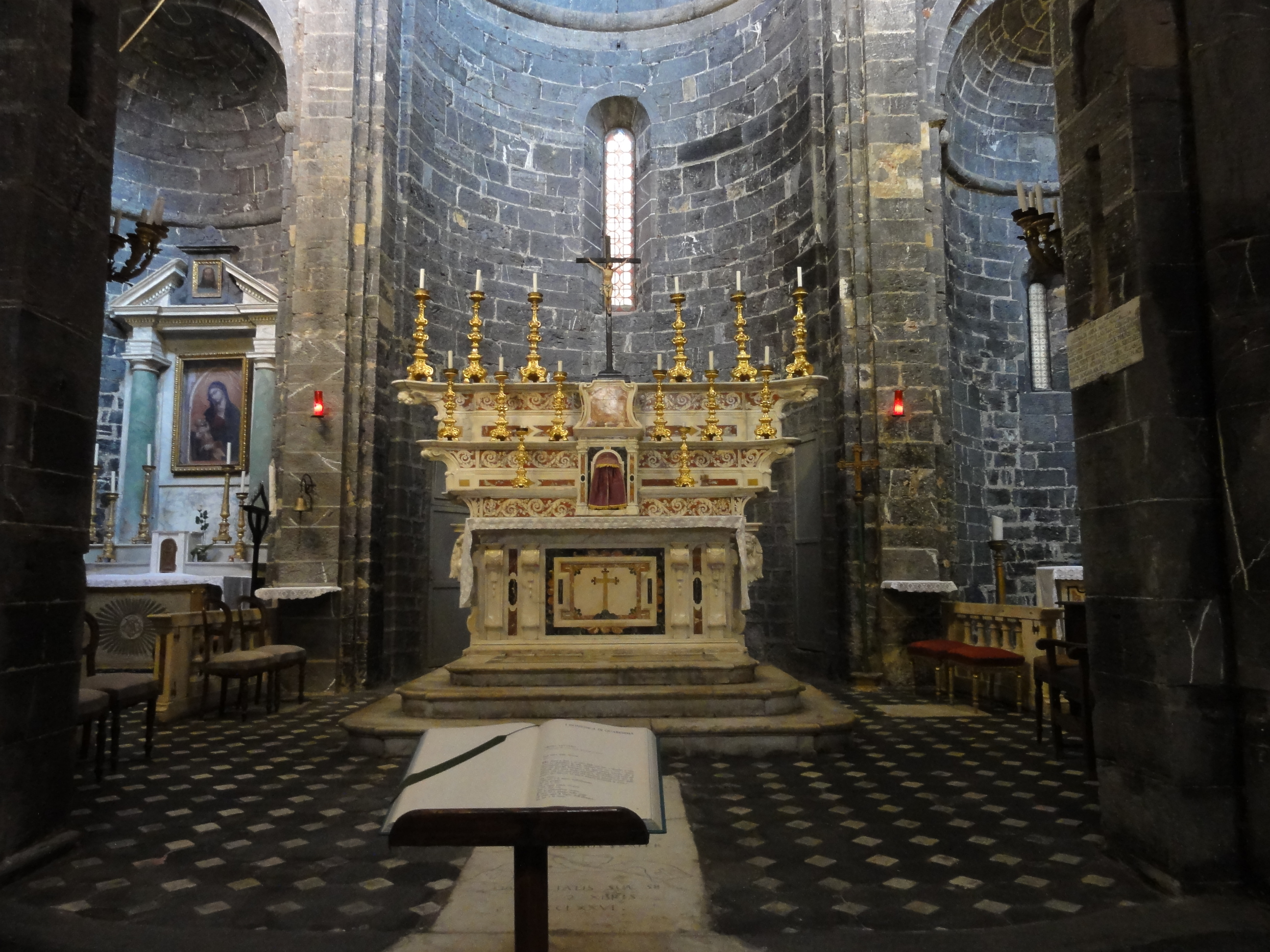
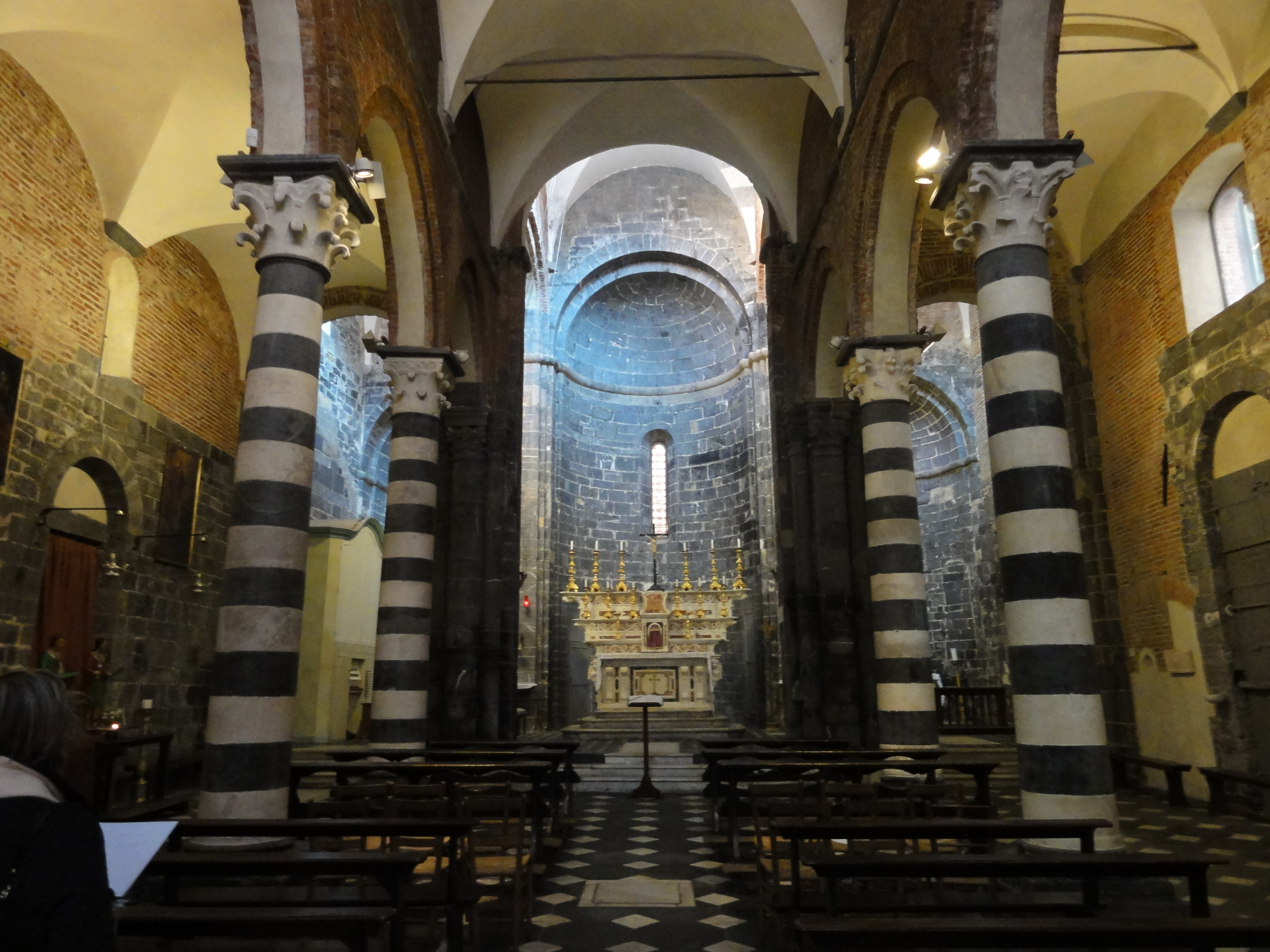
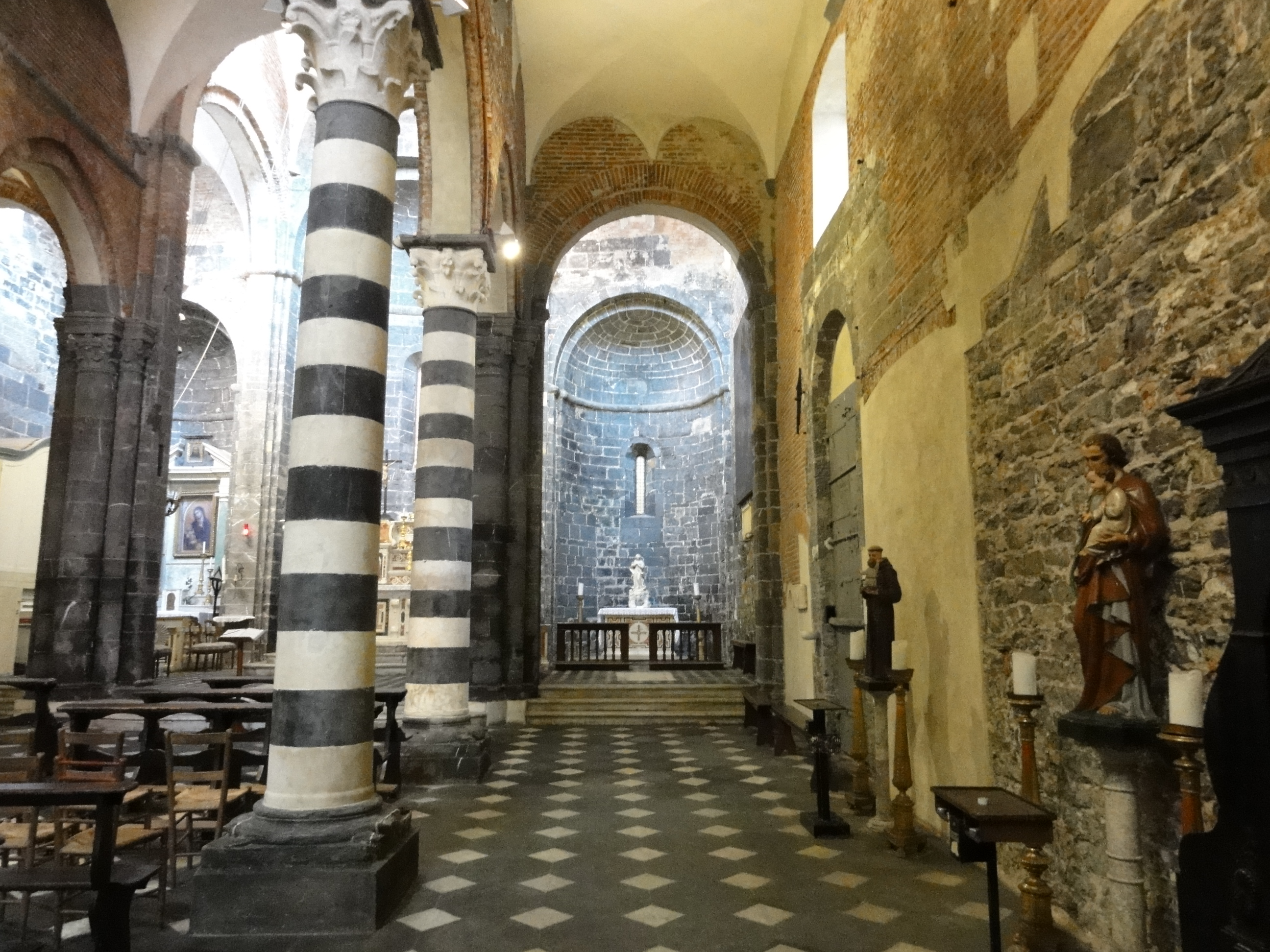
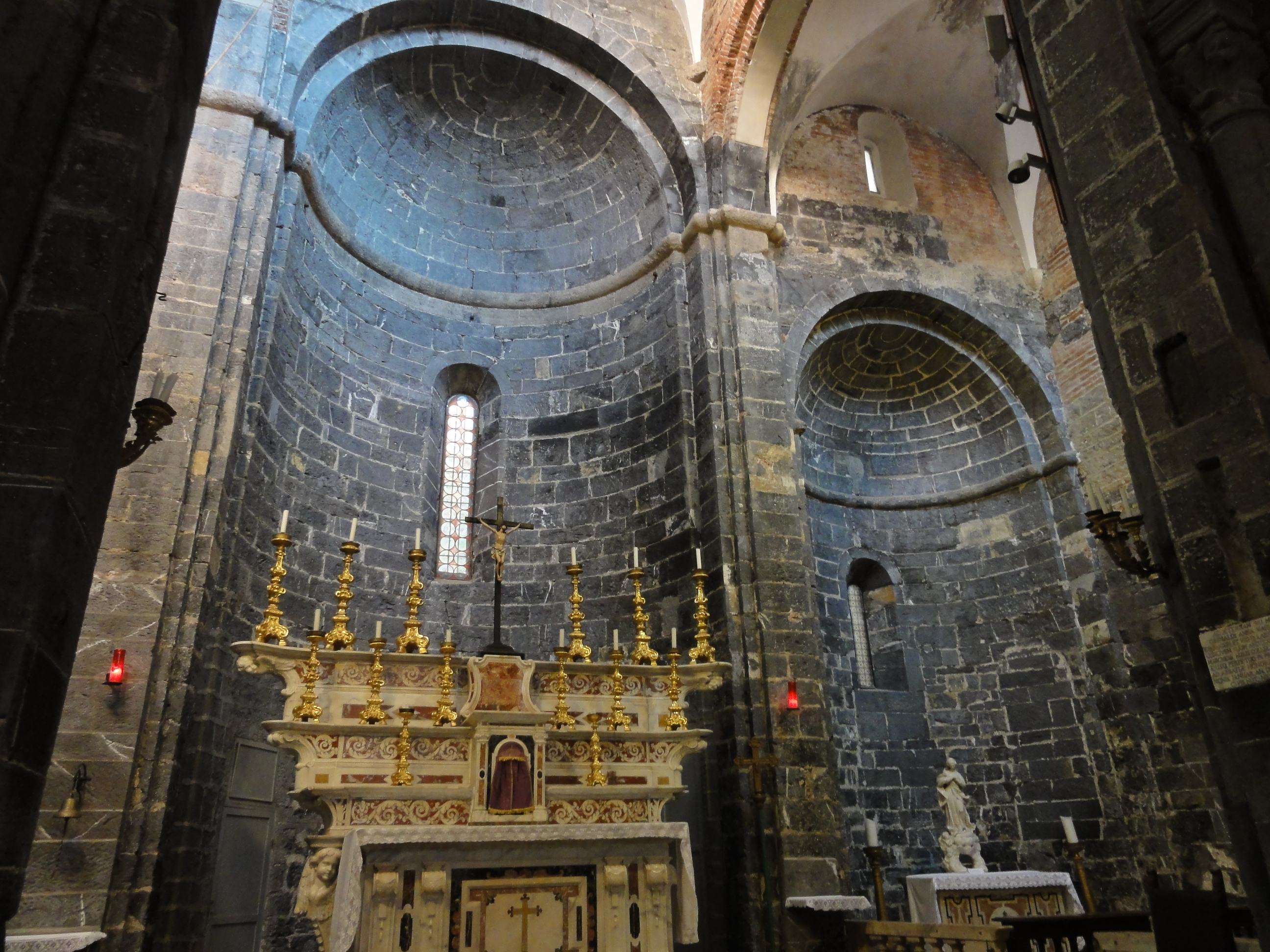